# Виджу
Виджу̀ (на италиански: Viggiù; на ломбардски: Vigiü, Виджю) е градче и община в Северна Италия, провинция Варезе, регион Ломбардия. Разположено е на 506 m надморска височина. Населението на общината е 5270 души (към 2017 г.).